# يان بريتون
يان بريتون (بالإنجليزية: Ian Britton)‏ (19 مايو 1954 بدندي في المملكة المتحدة - 31 مارس 2016) هو مدرب كرة قدم ولاعب كرة قدم بريطاني في مركز الوسط. لعب مع تشيلسي ودندي يونايتد ونادي بلاكبول ونادي بيرنلي ونادي موركامب ونادي اربوراث.

## وصلات خارجية
- يان بريتون على موقع قاعدة بيانات كرة القدم.إي يو (الإنجليزية)